# Дуби Т. Г. Шевченка (Черкаський район)
Дуби Т. Г. Шевченка — ботанічна пам'ятка природи, розташована в Черкаському районі Черкаської області на Чернечій горі на території Шевченківського національного заповідника. 
Як об'єкт природно-заповідного фонду створено рішенням Черкаського облвиконкому від 27.06.1972 р. № 367 . Землекористувач або землевласник, у віданні якого перебуває заповідний об'єкт — Шевченківський національний заповідник.